# Filippo De Filippi (Mediziner)

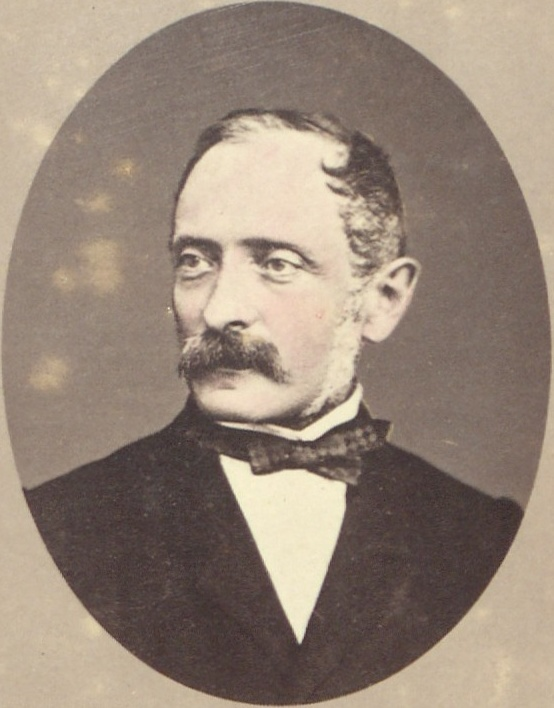
Filippo De Filippi

Filippo De Filippi (manchmal auch: Philippo de Philippi; * 20. April 1814 in Mailand; † 9. Februar 1867 in Hongkong) war ein italienischer Mediziner, Professor der Zoologie und vergleichenden Anatomie an der Universität Turin, Direktor des Museo regionale di scienze naturali in Turin und Forschungsreisender.

## Leben und Wirken
Sein Vater Giuseppe De Filippi (1782–1856) wurde in Varallo Pombia geboren und studierte in Pavia und später in Paris Medizin. Der Vater diente in Boulogne-sur-Mer in der Grande Armée als Militärarzt bei der Verteidigung vor der russischen Armee. Im Jahr 1811 heiratete er Giovanna Borsotti, mit der er mehrere Kinder hatte. Später zog er nach Mailand, wo er als Chirurg und Arzt praktizierte.
Filippo De Filippi besuchte zunächst die Privatschule San Vittore Grande, bevor er ans Gymnasium Sant'Alessandro in Mailand wechselte. Nach dem Abitur studierte er Medizin am Collegio Ghislieri.
Er ist nicht zu verwechseln mit dem Arzt, Geographen, Bergsteiger und Forschungsreisenden Filippo De Filippi (1869–1938), dessen Onkel er war und der aus der Ehe seines Bruders Giuseppe De Filippi mit Olimpia Sella hervorging.

## De Filippi als Wissenschaftler

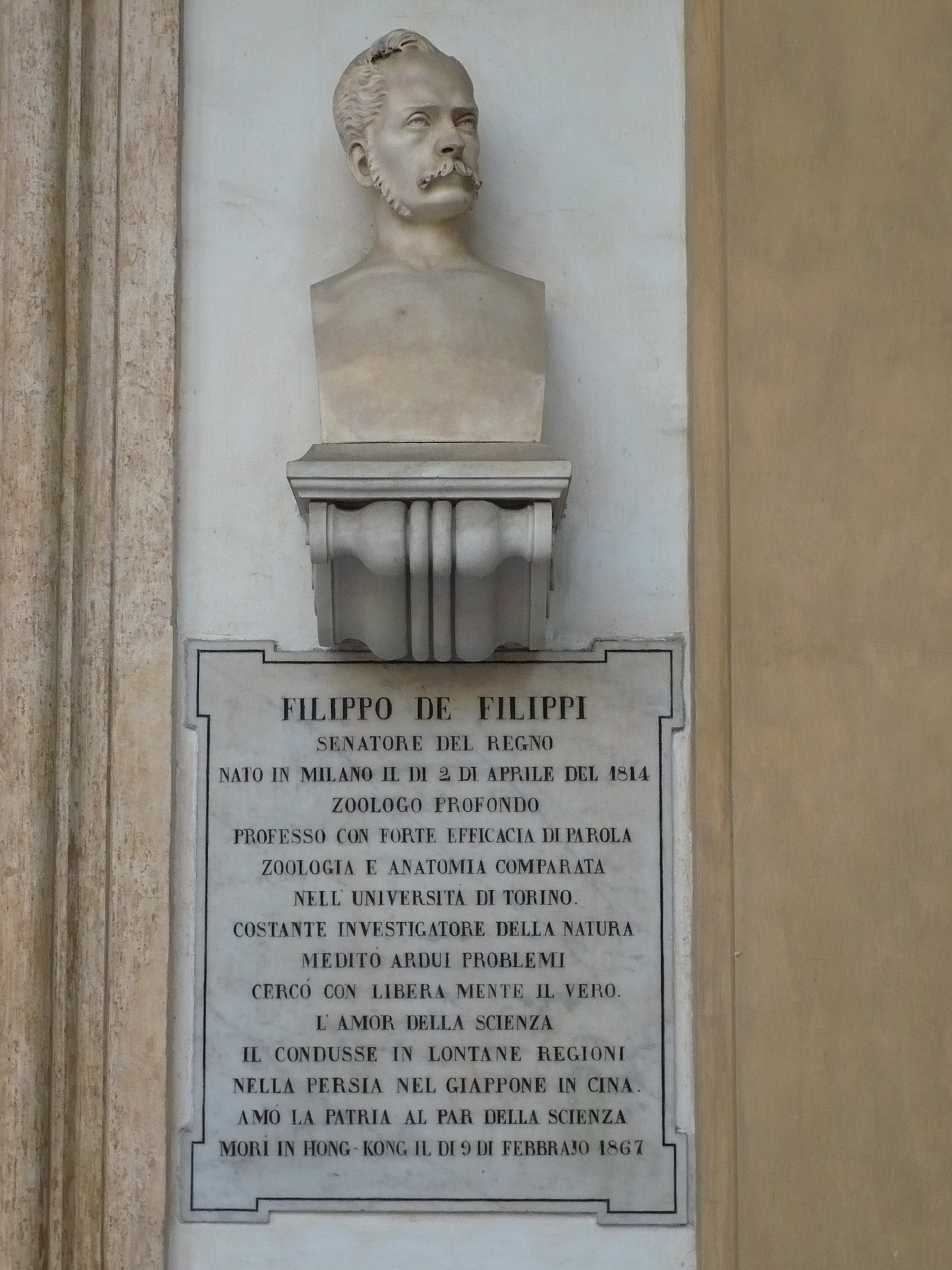
Büste an der Universität Turin

De Filippi widmete sich vor allem der vergleichenden Anatomie. Statt nach dem Medizinstudium seinem Vater nach Mailand zu folgen, zog er es vor, als Assistent von Professor Giammaria Zendrini in Pavia im Bereich der Zoologie zu forschen. Hier entstanden 1837 seine ersten zoologischen Artikel. In seiner Jugendzeit beschäftigte er sich mit einer großen Bandbreite von Forschungsthemen, die von Mineralogie, Geologie und Paläontologie bis zur Zoologie, Embryologie und vergleichender Anatomie reichte.
Im Jahr 1840 wechselte de Filippi an das Museo Civico di Storia Naturale di Milano, für das er bis ins Jahr 1847 arbeitete und publizierte.
Als Giuseppe Gené (1800–1847) verstarb, berief ihn König Carlo Alberto im Jahr 1848 als Professor für Zoologie und Anatomie an die Universität von Turin. Im Gedenken an den Verstorbenen Gené schrieb De Filippi ein Nekrolog. Er war einer der Ersten, der die Theorien von Charles Darwin (1809–1882) in Italien verbreitete, obwohl er nicht allen Schlussfolgerungen der Theorie zustimmen konnte. So zog er sich 1864 den Unmut aller richtig denkenden Italiener zu, als er mit der provozierende These L'uomo e le scimmie (deutsch: Der Mensch und der Affe) für einen nationalen Skandal sorgte. Seine Werke zur Zoologie, vergleichenden Anatomie und zur Histologie fanden in den wissenschaftlichen Kreisen seiner Zeit viel Aufmerksamkeit. Viele seiner italienischen Publikationen wurden in andere Sprachen übersetzt.
Zu seinen Schülern zählten u. a. Michele Lessona (1823–1894). De Filippi bemühte sich die Naturwissenschaften einer breiten Öffentlichkeit zugänglich zu machen, indem er die Lehre auf die Sekundarschulen ausweitete. Lessona schrieb schließlich im Jahr 1867 auch einen Nachruf auf seinen Mentor.

## Forschungsreise nach Persien
Am 21. April 1862 brach er von Genua zu einer Forschungsreise nach Persien auf. In den Jahren 1862 und 1863 sammelte er mit Lessona und dem Naturforscher und Politiker Giacomo Doria (1840–1913) in Persien. Während De Filippi sich auf geologische Beobachtungen und die Wirbeltiere konzentrierte, fiel die Erforschung der Weichtiere und Gliedertiere Lessona und Doria zu. Die Reise beschrieb er in seinem viel beachteten Werk Note di un viaggio di Persia nel 1862 (Notizen einer Reise nach Persien im Jahr 1962) oder Artikeln wie Nuove o poco note specie di animali vertebrati raccolte in un viaggio in Persia nell’estate dell’anno 1862, Riassunto del catalogo degli animali vertebrati delle provincie caucasiche e della Persia sia occidentale oder Riassunto di alcune osservazioni sulla Persia occidentale.
Die Schiffsreise begann in Genua und führte sie über Konstantinopel, das Schwarze Meer nach Poti, wo sie an der Mündung des Rioni an Land gingen. Von hier setzten sie die Reise auf dem Landweg fort. Über Kutaissi, Tiflis, Jerewan und Culfa betraten sie nach der Überquerung des Grenzflusses Aras erstmals persisches Hoheitsgebiet. Über Täbris und Qazvin erreichten sie schließlich mit Teheran das Ziel ihrer Reise. Nach einer von Schah Naser ad-Din Schah gesponserten Exkursion zum Damavand standen zunächst diplomatischen Aufgaben an.
Ihr Rückweg führte sie über das Elburs-Gebirge nach Rasht am kaspischen Meer. Von hier reisten sie weiter nach Baku und Astrachan. Über die Wolga erreichten sie als nächstes Ziel Nischni Nowgorod. Weitere Stationen waren Moskau, Sankt Petersburg und Berlin. Von dort führte sie der Weg zurück nach Hause.

## Forschungsreise um die Welt
Am 8. November 1865 segelte De Filippi mit Vittorio Francesco Arminjon (1830–1897) und seinem jungen Assistenten Enrico Hillyer Giglioli (1845–1909) mit der Fregatte »Regina« von Neapel über Gibraltar und Rio de Janeiro nach Montevideo, wo die Korvette »Magenta« vor Anker lag. Am 17. Januar 1866 erreichten sie schließlich Montevideo. Arminjon übernahm das Kommando der »Magenta« und so brachen sie am 2. Februar 1866 zu einer ozeanographischen Expedition und Weltumrundung mit der »Magenta«, auf. Über das Kap der Guten Hoffnung erreichten sie schließlich am 7. April Batavia, wo sie bis 6. Mai blieben. Die Reise ging weiter Richtung Singapur, wo sie 15. Mai anlegten. Am 26. Mai verließen sie Singapur um nach Saigon zu segeln, das sie 3. Juni erreichten. Nach einem achttägigen Aufenthalt erreichten sie am 25. August die Bucht von Jedo. Die nächsten Stationen waren Wusong, Peiho im Golf von Petsheli, Peking, zurück nach Wusong und Shanghai. Am 19. Dezember 1866 gingen sie in Hongkong an Land. Als die »Magenta« am 26. Januar 1867 Hongkong verließ, blieb De Filippi schwer krank in Hongkong zurück. Der junge Giglioli übernahm seinen wissenschaftlichen Verantwortungsbereich.
Bei den zahlreichen Ausflügen war De Filippi in Macao an der Amöbenruhr bzw. Cholera erkrankt und starb schließlich am 9. Februar 1867 in Hongkong.
Seine Leiche wurde 1879 nach Italien überführt. De Filippi wurde auf dem Friedhof von Pisa begraben, in der Stadt, in der seine Tochter Elisa mit seinem Schwiegersohn und Schüler Sebastiano Richiardi (1834–1904) lebte. Als Richiardi zusammen mit Giovanni Canestrini (1835–1900) im Jahr 1869 Archivio per la zoologia, l’anatomia e la fisiologia herausgab, widmeten sie ihm die Ausgabe mit den Worten Alla Memoria di Filippo De Filippi.

## Dedikationsnamen

Orangekehl-Schattenkolibri gemalt von John Gould und Henry Constantine Richter

Der neue Gattungsname Defilippia, den Tommaso Salvadori (1835–1923) für den Langzehenkiebitz verwendete, gilt heute als Synonym für die Gattung der Kiebitze Vanellus Brisson, 1760.
Jules Bourcier (1797–1873) widmete De Filippi im Jahr 1847 das Artepitheton für den Orangekehl-Schattenkolibri (Phaethornis philippii). Mit ihm fand durch John Gould (1804–1881) in der englischen Literatur der Trivialname De Philippi's Hermit Einzug. Der Rotbrust-Stärling Sturnella defilippii (Bonaparte, 1850) bekam seinen Namen, da Bonaparte erkannte, dass der Name Sturnella militaris, den De Filippi 1847 in seinem Katalog Museum Mediolanense Animalia Vertebrata verwendet hatte, schon vergeben war. Um den Internationalen Regeln für die Zoologische Nomenklatur zu genügen, würdigte er De Filippi.
Nach seinem Tod beschrieben Giglioli und Salvadori im Jahr 1869 erstmals den Juan-Fernandez-Sturmvogel Pterodroma defilippiana. In ihrer Begründung für den Namen hieß es:

“We have given to this species the name of the much-lamented Professor F. de Filippi, who halfway on the long voyage, undertaken with such bright hopes, on board the 'Magenta,' fell, as a soldier on the field of battle, a victim to his love of Natural Science, at Hong Kong, on the 9th of February, 1867.)”

Der Mailänder Museumsdirektor Georg Jan (1791–1866) nannte 1863 eine neue Schlangenart Heterodon De Filippi die heute auch unter dem Trivialnamen Defilippis Nachtotter (Causus defilippii) bekannt ist. Ein weiteres Reptil mit seinem Namen ist eine Echse, die Lorenzo Camerano (1856–1917) im Jahr 1877 beschrieben hat, und die heute unter dem Namen Darevskia defilippii geführt wird.
Schließlich widmete ihm der Malakologe Cesare Maria Tapparone-Canefri (1838–1891) den Namen einer Käferschnecke Acanthochitona defilippii (Protonym: Amycula de-filippii), der Direktor des Museo Civico di Storia Naturale di Milano Emilio Cornalia (1824–1882) eine Unterart des Tapeti Sylvilagus brasiliensis defilippi (Protonym: Lepus de-filippii) und der Entomologe und Malakologe Luigi Bellardi (1818–1889) eine Bremsenart Tabanus defilippii.

## Erstbeschreibungen von Filippo de Filippi
De Filippi hat einige Gattungen, Untergattungen, Arten und Unterarten als Erstautor beschrieben. Hierzu gehören u. a.:

### Fische

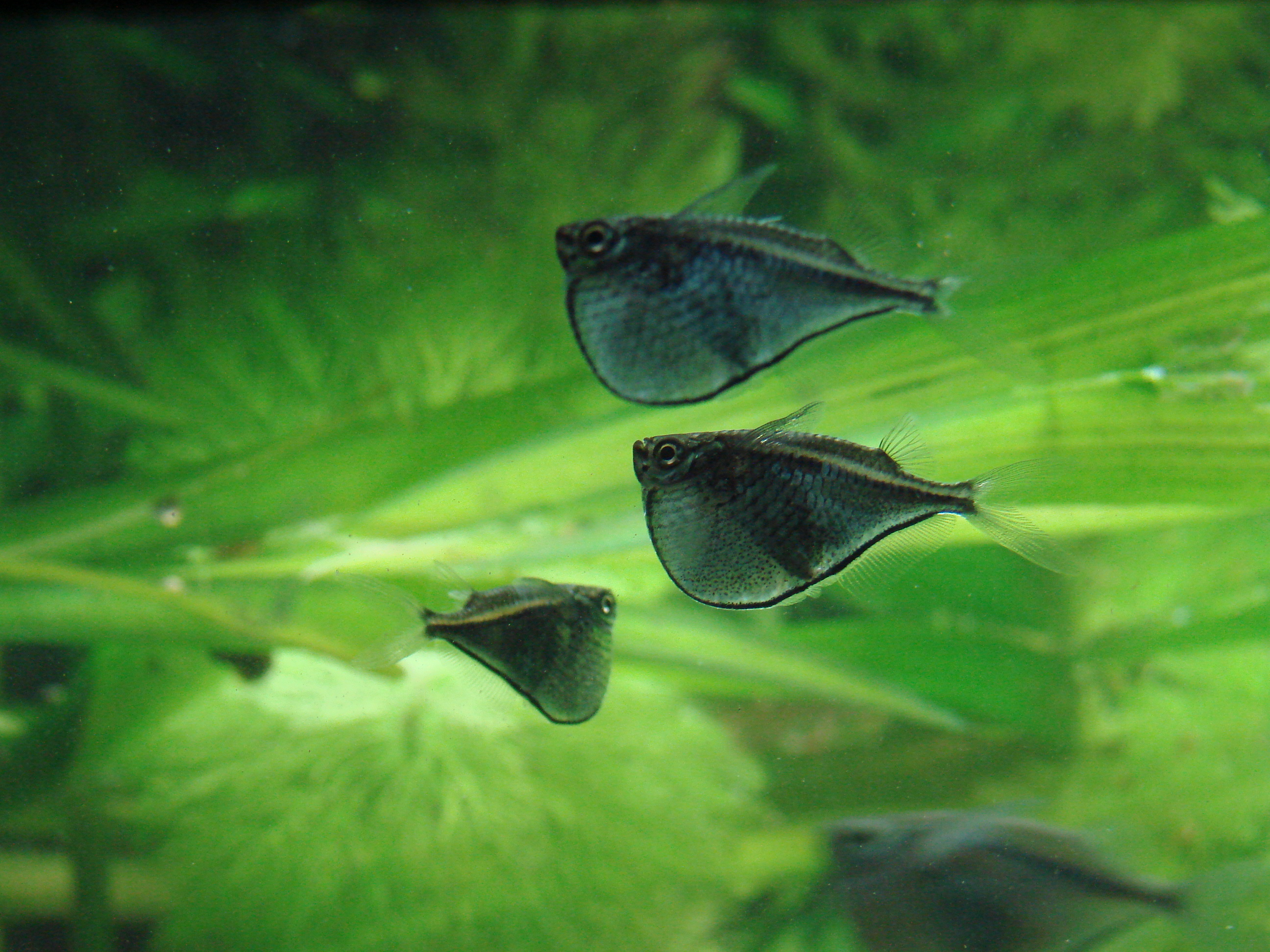
Platinbeilbauchfisch

- Alborella (Alburnus alborella (De Filippi, 1844))
- Astyanax mexicanus (De Filippi, 1853)
- Centromochlus heckelii (De Filippi, 1853)
- Platinbeilbauchfisch (Thoracocharax securis (De Filippi, 1853))
- Polyacanthonotus rissoanus (De Filippi & Verany, 1857)
- Maskierter Steinbeißer (Sabanejewia larvata (De Filippi, 1859))
- Poecilia (De Filippi, 1861)
- Acanthalburnus microlepis (De Filippi, 1863)
- Gold-Steinbeißer (Sabanejewia aurata (De Filippi, 1863))
- Alburnus doriae De Filippi, 1865

### Vögel
- Rostschwanz-Ameisenfänger (Drymophila genei (De Filippi, 1847))
- Weißschenkel-Soldatenstärling (Sturnella bellicosa De Filippi, 1847)
- Weißkopf-Bartvogel (Lybius leucocephalus (De Filippi, 1853))
- Schwarzbrust-Bartvogel (Lybius rolleti (De Filippi, 1853))
- Unterart des Goldschnabelhopf (Rhinopomastus minor cabanisi (De Filippi, 1853))
- Gattung Weißkehlsänger (Irania De Filippi, 1863)
- Unterart des Steinortolan (Emberiza buchanani cerrutii De Filippi, 1863)
- Rotschwanz-Steinschmätzer (Oenanthe chrysopygia oder Oenanthe xanthoprymna chrysopygia (De Filippi, 1863))
- Unterart Langschwanz-Drossling (Turdoides huttoni salvadorii (De Filippi, 1865))

### Reptilien
- Iranolacerta brandtii (De Filippi, 1863)
- Atractus favae (De Filippi, 1840)
- Trapelus lessonae (De Filippi, 1865)

### Gürtelwürmer
- Gattung Haementeriade de Filippi, 1849
- Haementeria officinalis de Filippi, 1849

### Vielborster
- Gattung Armandia Filippi, 1861
- Armandia cirrhosa  Filippi, 1861

## Werke

### 1834
- Sul terreno terziario subapennino, ed in particolare sulla collina di S. Colombano : memoria geologica. In: Biblioteca italiana : o sia giornale di letteratura, scienze et arti. Band 75, 1834, S. 275–288 (biodiversitylibrary.org [abgerufen am 24. September 2012]).

### 1837
- Memoria sugli anellidi della famiglia delle sanguisughe coll’indicazione di alcune specie indigene della Lombardia. In: Biblioteca italiana: o sia giornale di letteratura, scienze et arti. Band 85, 1837, S. 132–135 (biodiversitylibrary.org [abgerufen am 24. September 2012]).
- Descrizione di nuovi entozoi trovati in alcuni molluschi d’acqua dolce. In: Biblioteca italiana: o sia giornale di letteratura, scienze et arti. Band 86, 1837, S. 333–340 (biodiversitylibrary.org [abgerufen am 24. September 2012]).
- Dei sensi in generale. In: Giornale delle scienze medico-chirurgiche di Pavia. Band 9, 1837, S. ??.

### 1838
- Esperimenti in favore della generazione equivoca. In: Giornale delle scienze medico-chirurgiche di Pavia. Band 10, Nr. 11, 1838, S. ??.
- Sul terreno secondario della provincia di Como. In: Biblioteca italiana: o sia giornale di letteratura, scienze et arti. Band 91, 1838, S. 12–28 (biodiversitylibrary.org [abgerufen am 24. September 2012]).

### 1839
- Lettera del Dr. F. De Filippo al Dr. Mauro Rusconi sopra l’anatomia e lo sviluppo delle Clepsine. In: Biblioteca italiana: o sia giornale di letteratura, scienze et arti. Band 94, 1839, S. 424–427 (biodiversitylibrary.org [abgerufen am 24. September 2012]).
- Memoria geologica sul Tirolo meridionale. In: Biblioteca italiana: o sia giornale di letteratura, scienze et arti. Band 96, 1839, S. 181–198 (biodiversitylibrary.org [abgerufen am 24. September 2012]).
- Dell’eterogenesi. In: Giornale delle scienze medico-chirurgiche di Pavia. Band 8, 1839, S. 169–213.
- Sulla costituzione geologica della pianura e delle colline della Lombardia. In: Annali universali di statistica economia pubblica, storia, viaggi e commercio. Band 59, 1839, S. 225–248.

### 1840
- Catalogo ragionato e descrittivo della raccolta de’ serpenti del Museo dell’I.R. Università di Pavia. In: Biblioteca italiana: o sia giornale di letteratura, scienze et arti. Band 99, 1840, S. 163–187 (biodiversitylibrary.org [abgerufen am 24. September 2012]).
- Catalogo ragionato e descrittivo della raccolta de’ serpenti del Museo dell’I.R. Università di Pavia. In: Biblioteca italiana: o sia giornale di letteratura, scienze et arti. Band 99, 1840, S. 306–343 (biodiversitylibrary.org [abgerufen am 24. September 2012]).

### 1843
- Intorno ad alcune specie di rettili. In: Giornale dell’I. R. Istituto Lombardo di scienze, lettere e arti. Band 6, 1843, S. 1–9 (books.google.de [abgerufen am 24. September 2012]).
- Nomenclator zoologicus L. Agassiz. In: Giornale dell’I. R. Istituto Lombardo di scienze, lettere e arti. Band 6, 1843, S. 399 f.

### 1841
- Memoria sullo sviluppo del ghiozzo d’acqua dolce (Gobius fluviatilis). Presso la Società degli editori degli Annali universali delle scienze e dell’ industria, Mailand 1841 (babel.hathitrust.org [abgerufen am 24. September 2012]).
- Développement des Poissons. In: Annali universali di medicina di Milano. 1841, S. ??.

### 1842
- Développement des Poissons (übersetzt Carlo Porro). In: Revue Zoologique par La Société Cuvierienne. 1842, S. 45–47 (biodiversitylibrary.org [abgerufen am 24. September 2012]).
- Osservazioni intorno all’embriogenia de’ salmonidi, del signor C. Vogt. In: Giornale dell’Imperiale Regio Istituto lombardo di scienze, lettere ed arti e biblioteca italiana. Band 5, 1842, S. 390–401.

### 1843
- Ueber den Kreislauf des Blutegels. In: Isis von Oken. Band 36, 1843, S. 415–416 (Textarchiv – Internet Archive [abgerufen am 24. September 2012]).

### 1844
- Cenni sui pesci d’aqua dolce della Lombardia. In: Nuovi annali delle scienze naturali. Band 3, 1844, S. 81–103 (biodiversitylibrary.org [abgerufen am 24. September 2012]).
- Pesci finora osservati in Lombardia. In: Notizie naturali e civili su la Lombardia. Band 1, 1844, S. 389–406.

### 1845
- Sunto di alcune osservazioni sull’embriologia de’ Pesci. In: Giornale Dell’ IR Istituto Lombardo Di Scienze, lettre ed Arti e Biblioteca Italiana. Band 12, 1845, S. 153–172 (books.google.de [abgerufen am 24. September 2012]).
- Sul Lepidosiren paradoxa, monographie von Dr. Joseph Hyrtl. In: Giornale Dell’ IR Istituto Lombardo Di Scienze, lettre ed Arti e Biblioteca Italiana. Band 12, 1845, S. 418–428 (books.google.de [abgerufen am 24. September 2012]).
- Sul Branchiostoma lubricum (Auszüge von Johannes Peter Müllers ‘Über den Bau und die Lebenserscheinungen des Branchiostoma lubricum Costa, Amphioxus lanceolatus Yarrell’). In: Giornale dell’Imperiale Regio Istituto lombardo di scienze, lettere ed arti e biblioteca italiana. Band 10, 1845, S. 277–289 (books.google.de [abgerufen am 24. September 2012]).
- Sulla conversione dell’ arragonite in calcario romboédrico nelle solfaredella Sicilia. In: Annali di Fisica, Chimica e Mathematiche. Band 8, 1845, S. ??.
- Dei progressi della geologia fino al principio del secolo XIX. In: Rivista Europea: giornale di scienze morali, letteratura ed arti. Band 2, Nr. 987, 1845, S. 576–592 (books.google.de [abgerufen am 24. September 2012]).

### 1846
- Beobachtungen über die Embryologie der Fische. In: Neue Notizen aus dem Gebiete der Natur- und Heilkunde. Band 38, Nr. 815, 1846, S. 1–8 (biodiversitylibrary.org [abgerufen am 24. September 2012]).
- Beobachtungen über die Embryologie der Fische. In: Neue Notizen aus dem Gebiete der Natur- und Heilkunde. Band 38, Nr. 816, 1846, S. 17–25 (biodiversitylibrary.org [abgerufen am 24. September 2012]).

### 1847
- Nouvelles recherches sur l'embryogénie des poissons (Lettre adressée M. le Professeur Albert Koellicker). In: Annales des sciences naturelles. Zoologie et biologie animale. Band 7, 1847, S. 65–72 (biodiversitylibrary.org [abgerufen am 24. September 2012]).
- zusammen mit Michele Lessona: Metamorfosi degli animali inferiori. In: Gazzetta medica di Milano. Band 6, 1847, S. 14.
- Museum Mediolanense Animalia Vertebrata. Classis 2., Aves. Aloysius de Jacobo Pirola, Mailand 1847.

### 1848
- Alla memoria di Giuseppe Gené. In: Antologia Italiana Giornale Di Scienze, Lettere Ed Arti. Band 4, 1845, S. 291–315 (books.google.de [abgerufen am 24. September 2012]).
- Importanza degli studi zoologici. S. l.. Prelezione al corso di Zoologia per l’anno 1848 nella R. Università di Tor. In: Antologia Italiana Giornale Di Scienze, Lettere Ed Arti. Band 4, 1845, S. 509–521 (books.google.de [abgerufen am 24. September 2012]).
- Nota sopra tre specie di serpenti. In: Nuovi annali delle scienze naturali. Band 9, 1848, S. 87–89 (biodiversitylibrary.org [abgerufen am 24. September 2012]).

### 1849
- Sopra un nuovo genere (Haementeria) di anellidi della famiglia delle Sanguisughe. In: Memorie della Reale Academia della Sciencze di Torino. Band 10, 1849, S. 391–402 (Textarchiv – Internet Archive [abgerufen am 24. September 2012]).
- Ueber eine neue riesengrosse Egelart. In: Zeitschrift für wissenschaftliche Zoologie. Band 1, 1849, S. 156–257 (biodiversitylibrary.org [abgerufen am 24. September 2012]).
- Importanza economica dei pesci e del loro allevamento artificiale. G. Favale e Comp, Turin 1849.

### 1850
- Alcune osservazioni anatomico fisiologiche sugli insetti in generale, ed in particolare sul bombice del gelso. In: Annali delle R. Accademia di agricoltura di Torino. Band 5, 1850, S. 1–26 (books.google.de [abgerufen am 24. September 2012]).

### 1852
- I tre regni della natura ossia principj di storia naturale as uso della gioventu italiana: Regno animale. Dalla Antica Ditta Pietro E. Giuseppe Vallardi, Mailand 1852 (books.google.de).
- Storia genetica di un insetto parassito delle uova del Rhynchites betuleti. In: Nuovi annali delle scienze naturali. Band 5, 1852, S. 9–15 (biodiversitylibrary.org [abgerufen am 24. September 2012]).
- Nota sopra una singolare mostruosità di una razza. In: Nuovi annali delle scienze naturali. Band 5, 1852, S. 65–68 (biodiversitylibrary.org [abgerufen am 24. September 2012]).
- Cenno sulla Tiliguerta di Cetti (Lacerta (Podacris) tiliguerta, Gmel.). In: Nuovi annali delle scienze naturali. Band 5, 1852, S. 69–71 (biodiversitylibrary.org [abgerufen am 24. September 2012]).
- pon the mode of generation of an hymenopterous insect of the family Pteromalidae. In: The Annals and magazine of natural history. Band 9, 1852, S. 461–464 (biodiversitylibrary.org [abgerufen am 24. September 2012]).
- Anatomisch-physiologische Bemerkungen über Insecten im Allgemeinen und über den Bombyx mori (bombice del gelso) (Übersetzung von Carl August Dohrn). In: Entomologische Zeitung. Band 13, Nr. 8, 1852, S. 258–267 (biodiversitylibrary.org [abgerufen am 24. September 2012]).

### 1853
- Nouvelles espèces de poissons. In: Revue et Magasin de Zoologie. Band 5, 1853, S. 164–171 (biodiversitylibrary.org [abgerufen am 24. September 2012]).
- A. M. le rédacteur de la Revue zoologique. In: Revue et Magasin de Zoologie. Band 5, 1853, S. 286 (biodiversitylibrary.org [abgerufen am 24. September 2012]).
- Fragment d'une lettre de M. Ph.Defilippi à Son Altesse le prince Bonaparte. In: Revue et Magasin de Zoologie. Band 5, 1853, S. 289–291 (biodiversitylibrary.org [abgerufen am 24. September 2012]).
- zusammen mit Luigi Batallia: Sul modo di applicare la pena della morte: considerazioni. G. Favale e compagnia,, Turin 1853.
- Anatomisch-physiologische Bemerkungen über Insecten im Allgemeinen und über den Bombyx mori (bombice del gelso) (Übersetzung von Carl August Dohrn). In: Entomologische Zeitung. Band 14, Nr. 4, 1852, S. 124–132 (biodiversitylibrary.org [abgerufen am 24. September 2012]).
- Esperienze sulla funzione delle trachee negli insetti, in confronto con quella delle arterie negli animali superiori. In: Giornale della Reale Accademia Medico-Chirurgica di Torino. Band 18, 1853, S. 257–262.

### 1854
- La creazione terrestre: lettere a mia figlia. Band 1. Pietro e Giuseppe Vallardi, Mailand 1854.
- Mémoire pour servir à l'histoire génétique des Trématodes. In: Memorie della Reale Accademia delle Scienze di Torino. Band 15, 1854, S. 331–358.
- Mémoire pour servir à l'histoire génétique des Trématodes. In: Annales des sciences naturelles. Zoologie et biologie animale. Band 2, 1854, S. 255–284 (biodiversitylibrary.org [abgerufen am 24. September 2012]).
- Ricerche anatomico-fisiologiche sul baco da seta o larva del Bombyx Mori. In: Memorie della Società delle scienze biologiche di Torino. Band 1, 1854, S. 255–284 (biodiversitylibrary.org [abgerufen am 24. September 2012]).
- Ueber eigenthümliche Organe der Mundschleimhaut des Elephanten. In: Zeitschrift für wissenschaftliche Zoologie. Band 5, 1854, S. 26–28 (biodiversitylibrary.org [abgerufen am 24. September 2012]).
- Kurzer Bericht über einige anatomisch-physiologische Untersuchungen über die Seidenraupe (Übersetzung von Carl August Dohrn). In: Entomologische Zeitung. Band 15, Nr. 1, 1856, S. 7–11 (biodiversitylibrary.org [abgerufen am 24. September 2012]).

### 1855
- Nouvelles observations sur le développement des Trématodes. Extrait d'une lettre à Milne Edwards. In: Annales des sciences naturelles. Zoologie et biologie animale. Band 3, 1855, S. 111–113 (biodiversitylibrary.org [abgerufen am 24. September 2012]).
- Il diluvio noetico. Torino, Turin 1855.
- Sull'origine delle perle. In: Estratto dal Cimento. Band 4, 1855, S. ??.

### 1856
- Delle funzioni riproduttive degli animali in complemento all'edizione italiana del corso elementare di zoologia del signor Milne Edwards. Dott. Francesco Vallardi, Mailand 1856 (biodiversitylibrary.org [abgerufen am 24. September 2012]).
- Ueber die Schwimmblase des Oligopus ater Risso, aus einem Schreiben des Prof. Filippo de Filippi an A. Kölliker. In: Zeitschrift für wissenschaftliche Zoologie. Band 7, 1856, S. 170–171 (biodiversitylibrary.org [abgerufen am 24. September 2012]).
- Quelques nouvelles observations sur les larves des Trématodes. In: Annales des sciences naturelles. Zoologie et biologie animale. Band 6, 1856, S. 83–86 (biodiversitylibrary.org [abgerufen am 24. September 2012]).
- Uebersetzung der Arbeit de Filippis: „Sull' origine delle Perle“ (von Friedrich Küchenmeister). In: Archiv für Anatomie, Physiologie und Wissenschaftliche Medicin. 1856, S. 251–268 (biodiversitylibrary.org [abgerufen am 24. September 2012]).
- Encore un mot sur la formation des perles. In: Archiv für Anatomie, Physiologie und Wissenschaftliche Medicin. 1856, S. 490–493 (biodiversitylibrary.org [abgerufen am 24. September 2012]).

### 1857
- Notizia sopra una nuova species di Iena. In: Memorie della Reale Accademia delle Scienze di Torino. Band 16, 1857, S. 127–132 (biodiversitylibrary.org [abgerufen am 24. September 2012]).
- Deuxieme memoire pour servir a l'histoire genetique des Trématodes. In: Memorie della Reale Accademia delle Scienze di Torino. Band 16, 1857, S. 419–442 (biodiversitylibrary.org [abgerufen am 24. September 2012]).
- Observations on the larvae of the Trematode worms (Übersetzung von William Sweetland Dallas (1824–1890)). In: The Annals and magazine of natural history. Band 20, 1857, S. 129–132 (biodiversitylibrary.org [abgerufen am 24. September 2012]).

### 1858
- Le déluge de Noé (Übersetzung von Armand Pommier). Leiber & Commelin, Paris 1858.

### 1859
- zusammen mit Jean Baptiste Vérany: Sopra alcuni pesci nuovi o poco noti del Mediterraneo. In: Memorie della Reale Accademia delle Scienze di Torino. Band 18, 1859, S. 187–200 (biodiversitylibrary.org [abgerufen am 24. September 2012]).
- Troisième memoire pour servir a l'histoire genetique des Trématodes. In: Memorie della Reale Accademia delle Scienze di Torino. Band 18, 1859, S. 201–232 (biodiversitylibrary.org [abgerufen am 24. September 2012]).
- Nouvelle espèce de poisson d’eau douce du Pièmont. In: Revue et Magasin de Zoologie. Band 11, 1859, S. 50–51 (biodiversitylibrary.org [abgerufen am 24. September 2012]).
- Trois nouvelles espèces d'Asterides de la Méditerranée. In: Revue et Magasin de Zoologie. Band 11, 1859, S. 63–65 (biodiversitylibrary.org [abgerufen am 24. September 2012]).

### 1860
- Zur näheren Kenntniss der Dotterkörperchen der Fische. In: Zeitschrift für wissenschaftliche Zoologie. Band 10, Nr. 1, 1860, S. 15–19 (biodiversitylibrary.org [abgerufen am 24. September 2012]).

### 1861
- Note Zoologiche. In: Archivio per la zoologia, l'anatomia e la fisiologia. Band 1, Nr. 1, 1861, S. 52–76 (biodiversitylibrary.org [abgerufen am 24. September 2012]).
- Note Zoologiche. In: Archivio per la zoologia, l'anatomia e la fisiologia. Band 1, Nr. 2, 1861, S. 200–233 (biodiversitylibrary.org [abgerufen am 24. September 2012]).

### 1862
- Ueber einige Vogel-Milben (übersetzt von R. Albrecht). In: Journal für Ornithologie. Band 10, Nr. 1, 1862, S. 69–72 (biodiversitylibrary.org [abgerufen am 21. Oktober 2011]).

### 1863
- Nuove o poco note specie di animali vertebrati raccolte in un viaggio in Persia nell'estate dell'anno 1862. In: Archivio per la zoologia, l'anatomia e la fisiologia. Band 2, Nr. 2, 1863, S. 377–394 (biodiversitylibrary.org [abgerufen am 24. September 2012]).
- Ueber die Entwicklung von Dichelaspis Darwinii. In: Untersuchungen zur Naturlehre des Menschen und der Tiere. Band 9, 1863, S. 113–120 (books.google.de [abgerufen am 24. September 2012]).
- Allgemeine Bemerkungen zur Entwicklungsgeschichte der Thiere. In: Untersuchungen zur Naturlehre des Menschen und der Tiere. Band 9, 1863, S. 121–128 (books.google.de [abgerufen am 24. September 2012]).

### 1864
- Riassunto del catalogo degli animali vertebrati delle provincie caucasiche e della Persia sia occidentale. In: Atti della Società italiana di scienze naturali. Band 7, 1864, S. 184–186 (biodiversitylibrary.org [abgerufen am 24. September 2012]).
- Riassunto di alcune osservazioni sulla Persia occidentale. In: Atti della Società italiana di scienze naturali. Band 7, 1864, S. 279–284 (biodiversitylibrary.org [abgerufen am 24. September 2012]).
- L'uomo e le scimie: lezione pubblica detta a Torino la sera dell'11 gennaio 1864. In: Estratto dal Politecnico. Band 21, 1864, S. 45–80 (sba.unifi.it [PDF; 7,5 MB; abgerufen am 24. September 2012]).

### 1865
- Note di un viaggio di Persia nel 1862. G. Daelli, Mailand 1865.

### 1866
- Sulla struttura della cute dello Stellio caucasicus. In: Memorie della Reale Accademia delle Scienze di Torino. Band 23, Nr. 1, 1866, S. 363–374 (biodiversitylibrary.org [abgerufen am 24. September 2012]).
- Sopra due idrozoi del Mediterraneo. In: Memorie della Reale Accademia delle Scienze di Torino. Band 23, Nr. 1, 1866, S. 375–386 (biodiversitylibrary.org [abgerufen am 24. September 2012]).
- Osservazioni fatte nella traversata da Gibilterra a Rio Janeiro. In: Atti della R. Accademia delle scienze di Torino. Band 1, 1866, S. 376–390 (Textarchiv – Internet Archive [abgerufen am 24. September 2012]).
- Osservazioni fatte nella traversata di Rio Janeiro a Batavia. In: Atti della R. Accademia delle scienze di Torino. Band 1, 1866, S. 601–609 (Textarchiv – Internet Archive [abgerufen am 24. September 2012]).

### 1867
- Lettera del professore Filippo De Filippi contenente le osservazioni da lui fatte durante una parte del suo viaggio da Singapore a Saigon (Cocincina), al Giappone ed alla Cina su diversi prodotti della natura. In: Atti della R. Accademia delle scienze di Torino. Band 2, 1867, S. ??.

### 1868
- Studio intorno ai lavori ornitologici. In: Atti della R. Accademia delle scienze di Torino. Band 3, 1868, S. 257–296 (books.google.de [abgerufen am 24. September 2012]).

### 1869
- La creazione terrestre: lettere a mia figlia. Band 2. Paolo Carrara, Mailand 1869.